# Facula

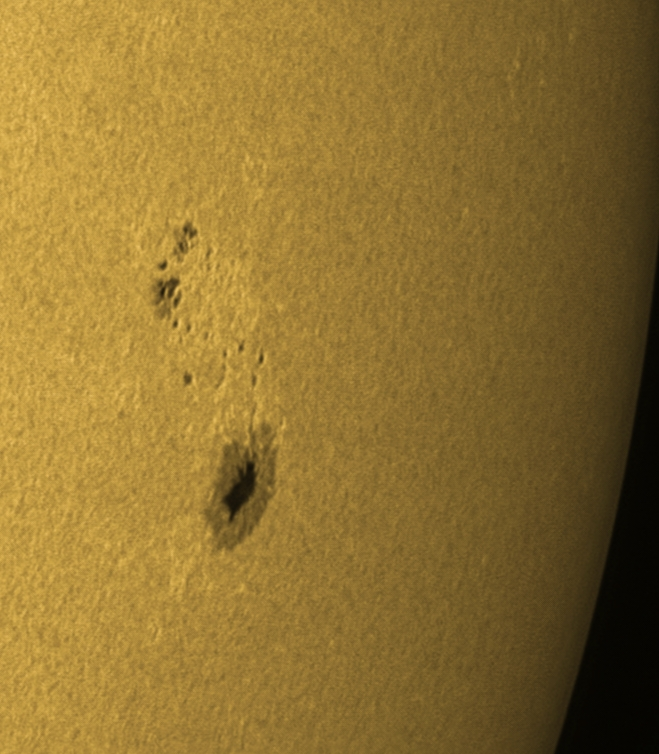
Facule (zone più chiare) tra macchie solari

Facula (o il più poetico facella) significa letteralmente "punto luminoso". La parola deriva dal latino facŭla.
In astronomia, una facula (più comunemente facola) è una regione del Sole intensamente brillante che si osserva sulla fotosfera o sulla cromosfera, prodotta da una concentrazione di linee magnetiche.
Le facole fotosferiche consistono in una serie di punti luminosi, detti "punti facolari", del diametro di circa 200 km. Le ragioni intime del perché tali punti appaiano più luminosi della fotosfera circostante rimangono incerte, pur sembrando probabile che il fenomeno sia causato da una differenza di pressione e quindi di densità di materiale all'interno di tubi magnetici emergenti dalla superficie solare. La comparsa di una facola preannuncia frequentemente attività stellare più intensa costituita da macchie o brillamenti. D'altra parte questi ultimi fenomeni, pur essendo successivi, si esauriscono prima che la facola si spenga: la vita media di un punto facolare è piuttosto lunga e si attesta intorno ai 100 giorni, pur con delle sensibili diminuzioni di luminosità.
Le facole si osservano più facilmente negli strati più esterni del disco solare, dove la luminosità di fondo è minore; sono pertanto presenti anche nella corona, con il nome di "condensazioni coronali". Pure si osservano delle facole nella cromosfera (strato atmosferico più basso e quindi più luminoso), denominate con maggior precisione come "plage" o, a volte, "floculi".